# Eublemma punctilinea
Eublemma punctilinea is een vlinder van de familie van de spinneruilen (Erebidae). De wetenschappelijke naam van deze soort is voor het eerst voorgesteld door George Francis Hampson in een publicatie uit 1902.
De soort komt voor in Zuid-Afrika.